# Mont O'Brien
Mont O'Brien är ett berg i Kanada.   Det ligger i provinsen Québec, i den sydöstra delen av landet, 70 km nordväst om huvudstaden Ottawa. Toppen på Mont O'Brien är 386 meter över havet. Mont O'Brien ligger vid sjöarna  Lac O'Brien och Lac Tuffet.
Terrängen runt Mont O'Brien är huvudsakligen platt. Trakten runt Mont O'Brien är nära nog obefolkad, med mindre än två invånare per kvadratkilometer.. 
I omgivningarna runt Mont O'Brien växer i huvudsak blandskog.